# Koenraad van Plötzkau
Koenraad van Plötzkau (? - nabij Monza, 1133) was graaf van Plötzkau en van 1130 tot aan zijn dood markgraaf van de Noordmark.

## Levensloop
Koenraad was een zoon van graaf Helperik van Plötzkau uit diens huwelijk met Adela van Beichlingen. Rond 1118 volgde hij zijn vader op als graaf van Plötzkau.
In 1130 overleed Udo IV van Stade, markgraaf van de Noordmark, zonder nakomelingen na te laten. Rooms-Duits koning Lotharius III beleende Koenraad vervolgens met dit gebied. Een van zijn voorgangers, Lothar Udo III, was namelijk gehuwd geweest met Irmgard, een zus van zijn vader. Noordmark was een gebied aan de Elbe dat sinds 983 onder Slavische controle stond en zijn nieuwe titel was geen functie met reële macht.
In 1132 volgde Koenraad Rooms-Duits koning Lotharius III op diens veldtocht naar Italië. Op Kerstdag werd hij nabij Monza getroffen door een pijl afkomstig uit het kamp van de Normandiërs. Kort daarna stierf Koenraad. Op 10 januari 1133 zou hij bijgezet zijn in het klooster van Hecklingen.
Koenraad was verloofd met een dochter van koning Bolesław III van Polen, maar het is niet duidelijk of het effectief tot een huwelijk kwam. Na zijn dood ging de Noordmark naar Albrecht de Beer, graaf van Ballenstedt en zwager van Hendrik II van Stade, een van Koenraads voorgangers als markgraaf van de Noordmark.